# 外科医さやかの執刀事件簿
『外科医さやかの執刀事件簿』（げかいさやかのしっとうじけんぼ）とは、2003年5月12日にTBSの月曜ミステリー劇場で放送された2時間ドラマである。主演は久本雅美。

## キャスト
風間さやか
演 - 久本雅美
本作の主人公。外科医。
飯島洋子
演 - 角替和枝
事務長。
飯島克彦
演 - 川端竜太
看護士で洋子の子。
小笠原但安
演 - 近藤芳正
刑事。さやかの幼なじみ。
武田洋一
演 - 真夏竜
入院患者。
内藤嘉子
演 - 星遥子
院長の娘。
小林一樹
演 - 五代高之
医師。外科部長。
佐野
演 ‐ 武野功雄
医師。
内藤啓介
演 - 山崎一
副院長で嘉子の夫。
内藤茂利
演 - 仲谷昇
院長。
長峰薫子
演 - 野際陽子
婦長。
その他
演 - 川村亜紀、山本恵美、清水ひとみ、久保内亜紀、岡田祥世、佐藤正宏、てるやひろし、竹沢一馬、飯塚俊太郎、川原澄人、福澤賢、藤田大介、村本准也、草野裕

## スタッフ
- 脚本 - 橋本以蔵
- 演出 - 伊藤寿浩
- 演出補 - 島田晃
- 記録 - 井上博美
- プロデューサー - 森川真行
- プロデューサー補 - 増野琢磨
- 技術プロデューサー - 沼波圭介
- 撮影 - 高藤安正
- 照明 - 田淵博
- VE - 笹井唯史
- 録音 - 北村達郎
- 編集 - 森崎好
- 選曲 - 岩下康洋
- 音響効果 - 佐古伸一
- MA - 右田安昌
- 美術進行 - 吉見邦弘
- 美術プロデューサー - 北村福夫
- 装飾 - 福留克年
- 持道具 - 安岡京子
- 衣装 - 石川純子
- メイク - 西巻千代江、白井由利、岸順子
- スタント - 大道寺俊典
- スチール - 大原健二
- 宣伝担当 - 井田香帆理
- 医療担当 - 石山喜代美
- 製作担当 - 渡邉義行
- 制作 - ファインエンターテイメント、TBS